# Sparegrisens nordiske filmjournal nr. 2
|  | Denne artikel er oprettet af botten Steenthbot ud fra en ekstern database. Den kan derfor have sproglige fejl eller mangler. Denne skabelon kan fjernes efter kontrol af indholdet. |

Sparegrisens nordiske filmjournal nr. 2 er en dansk dokumentarfilm fra 1961.